# Olympische Sommerspiele 2024/Leichtathletik – 400 m Hürden (Frauen)
Der 400-Meter-Hürdenlauf der Frauen bei den Olympischen Spielen 2024 in Paris fand zwischen dem 4. August 2024 und dem 8. August 2024 im Stade de France statt.

## Aktuelle Titelträgerinnen
| Olympiasiegerin                        | Sydney McLaughlin-Levrone ( Vereinigte Staaten) | 51,46 s | Tokio 2020     |
| Weltmeisterin                          | Femke Bol ( Niederlande)                        | 51,70 s | Budapest 2023  |
| Europameisterin                        | Femke Bol ( Niederlande)                        | 52,49 s | Rom 2024       |
| Nord-/Zentralamerika-/Karibikmeisterin | Shiann Salmon ( Jamaika)                        | 54,22 s | Freeport 2022  |
| Südamerikameisterin                    | Chayenne da Silva ( Brasilien)                  | 55,90 s | São Paulo 2023 |
| Asienmeisterin                         | Robyn Brown ( Philippinen)                      | 57,50 s | Bangkok 2023   |
| Afrikameisterin                        | Rogail Joseph ( Südafrika)                      | 55,71 s | Douala 2024    |
| Ozeanienmeisterin                      | Sarah Carli ( Australien)                       | 56,52 s | Suva 2024      |

## Rekorde

### Bestehende Rekorde
| Weltrekord         | Sydney McLaughlin-Levrone ( Vereinigte Staaten) | 50,65 s | Eugene, Vereinigte Staaten | 30. Juni 2024  |
| Olympischer Rekord | Sydney McLaughlin-Levrone ( Vereinigte Staaten) | 51,46 s | Finale Tokio, Japan        | 4. August 2021 |

### Rekordverbesserungen
Es wurden während des Wettkampfes ein neuer Weltrekord sowie zwei neue Nationalrekorde aufgestellt.
- Weltrekord:
  - 50,37 s – Sydney McLaughlin-Levrone (Vereinigte Staaten), Finale am 8. August 2024
- Nationalrekorde:
  - 55,69 s – Linda Angounou (Kamerun), Vorlauf 3 am 4. August 2024
  - 55,09 s – Linda Angounou (Kamerun), Hoffnungslauf 3 am 5. August 2024

## Vorläufe
4. August 2024, 12:35 Uhr
Für das Halbfinale qualifizierten sich die ersten drei Athletinnen aller fünf Vorläufe sowie die Athletinnen mit den drei schnellsten restlichen Zeiten. Alle restlichen Athletinnen mit gültigen Leistungen (nicht DSQ, DNF oder DNS) qualifizierten sich für die Hoffnungsrunde.

### Vorlauf 1
| Rang | Athletin               | Nation      | Zeit (s) | Anmerkung |
| ---- | ---------------------- | ----------- | -------- | --------- |
| 1    | Rushell Clayton        | Jamaika     | 54,32    | Q         |
| 2    | Fatoumata Binta Diallo | Portugal    | 54,75    | Q         |
| 3    | Amalie Iuel            | Norwegen    | 54,82    | Q, SB     |
| 4    | Cathelijn Peeters      | Niederlande | 54,84    | q         |
| 5    | Naomi Van Den Broeck   | Belgien     | 55,51    | Re        |
| 6    | Rebecca Sartori        | Italien     | 55,81    | Re        |
| 7    | Chayenne da Silva      | Brasilien   | 56,52    | Re        |
|      | Kemi Adekoya           | Bahrain     | DNS      |           |

### Vorlauf 2
| Rang | Athletin            | Nation             | Zeit (s) | Anmerkung |
| ---- | ------------------- | ------------------ | -------- | --------- |
| 1    | Jasmine Jones       | Vereinigte Staaten | 53,60    | Q         |
| 2    | Rogail Joseph       | Südafrika          | 54,56    | Q, PB     |
| 3    | Savannah Sutherland | Kanada             | 54,80    | Q         |
| 4    | Paulien Couckuyt    | Belgien            | 54,90    | q, SB     |
| 5    | Gianna Woodruff     | Panama             | 54,94    | Re, SB    |
| 6    | Ayomide Folorunso   | Italien            | 55,03    | Re        |
| 7    | Shana Grebo         | Frankreich         | 56,70    | Re        |
| 8    | Carolina Krafzik    | Deutschland        | 58,49    | Re        |

### Vorlauf 3
| Rang | Athletin         | Nation         | Zeit (s) | Anmerkung |
| ---- | ---------------- | -------------- | -------- | --------- |
| 1    | Femke Bol        | Niederlande    | 53,38    | Q         |
| 2    | Shiann Salmon    | Jamaika        | 53,95    | Q         |
| 3    | Zenéy Geldenhuys | Südafrika      | 54,73    | Q         |
| 4    | Anna Ryschykowa  | Ukraine        | 55,13    | Re        |
| 5    | Jessie Knight    | Großbritannien | 55,39    | Re        |
| 6    | Mo Jiadie        | China          | 55,43    | Re        |
| 7    | Alanah Yukich    | Australien     | 55,46    | Re        |
| 8    | Linda Angounou   | Kamerun        | 55,69    | Re, NR    |

### Vorlauf 4
| Rang | Athletin         | Nation             | Zeit (s) | Anmerkung |
| ---- | ---------------- | ------------------ | -------- | --------- |
| 1    | Anna Cockrell    | Vereinigte Staaten | 53,91    | Q         |
| 2    | Lina Nielsen     | Großbritannien     | 54,65    | Q         |
| 3    | Janieve Russell  | Jamaika            | 54,67    | Q         |
| 4    | Hanne Claes      | Belgien            | 54,80    | q, SB     |
| 5    | Nikoleta Jíchová | Tschechien         | 55,45    | Re        |
| 6    | Grace Claxton    | Puerto Rico        | 56,29    | Re        |
| 7    | Viivi Lehikoinen | Finnland           | 56,67    | Re        |
| 8    | Lauren Hoffman   | Philippinen        | 57,84    | Re        |

### Vorlauf 5
| Rang | Athletin                  | Nation             | Zeit (s) | Anmerkung |
| ---- | ------------------------- | ------------------ | -------- | --------- |
| 1    | Sydney McLaughlin-Levrone | Vereinigte Staaten | 53,60    | Q         |
| 2    | Noura Ennadi              | Marokko            | 55,26    | Q         |
| 3    | Louise Maraval            | Frankreich         | 55,32    | Q         |
| 4    | Yasmin Giger              | Schweiz            | 55,44    | Re        |
| 5    | Alice Muraro              | Italien            | 55,62    | Re        |
| 6    | Sarah Carli               | Australien         | 55,92    | Re        |
| 7    | Line Kloster              | Norwegen           | 57,69    | Re        |
| 8    | Wiktorija Tkatschuk       | Ukraine            | 58,10    | Re, SB    |

## Hoffnungsrunde
5. August 2024, 10:50 Uhr
Für das Halbfinale qualifizierten sich die ersten zwei Athletinnen aller drei Hoffnungsläufe. Im ersten Hoffnungslauf qualifizierten sich aufgrund eines Gleichstandes auf dem zweiten Platz drei Athletinnen.

### Hoffnungslauf 1
| Rang | Athletin             | Nation      | Zeit (s) | Anmerkung |
| ---- | -------------------- | ----------- | -------- | --------- |
| 1    | Ayomide Folorunso    | Italien     | 55,07    | Q         |
| 2    | Naomi Van Den Broeck | Belgien     | 55,107   | Q         |
| 2    | Alanah Yukich        | Australien  | 55,107   | Q, PB     |
| 4    | Grace Claxton        | Puerto Rico | 55,94    |           |
| 5    | Line Kloster         | Norwegen    | 56,73    |           |
| 6    | Viivi Lehikoinen     | Finnland    | 58,04    |           |
| 7    | Wiktorija Tkatschuk  | Ukraine     | 59,40    |           |

### Hoffnungslauf 2
| Rang | Athletin          | Nation         | Zeit (s) | Anmerkung |
| ---- | ----------------- | -------------- | -------- | --------- |
| 1    | Mo Jiadie         | China          | 54,75    | Q, PB     |
| 2    | Jessie Knight     | Großbritannien | 55,093   | Q         |
| 3    | Gianna Woodruff   | Panama         | 55,098   |           |
| 4    | Nikoleta Jíchová  | Tschechien     | 55,31    |           |
| 5    | Rebecca Sartori   | Italien        | 55,44    |           |
| 6    | Carolina Krafzik  | Deutschland    | 56,02    |           |
| 7    | Chayenne da Silva | Brasilien      | 56,56    |           |

### Hoffnungslauf 3
| Rang | Athletin        | Nation      | Zeit (s) | Anmerkung |
| ---- | --------------- | ----------- | -------- | --------- |
| 1    | Shana Grebo     | Frankreich  | 54,91    | Q         |
| 2    | Anna Ryschykowa | Ukraine     | 54,95    | Q, =SB    |
| 3    | Linda Angounou  | Kamerun     | 55,09    | NR        |
| 4    | Sarah Carli     | Australien  | 55,12    |           |
| 5    | Yasmin Giger    | Schweiz     | 55,18    |           |
| 6    | Alice Muraro    | Italien     | 55,48    |           |
| 7    | Lauren Hoffman  | Philippinen | 58,28    |           |

## Halbfinale
6. August 2024, 20:07 Uhr
Für das Finale qualifizierten sich die ersten zwei Athletinnen der drei Läufe sowie die Athletinnen mit den zwei schnellsten restlichen Zeiten.

### Lauf 1
| Rang | Athletin             | Nation             | Zeit (s) | Anmerkung |
| ---- | -------------------- | ------------------ | -------- | --------- |
| 1    | Rushell Clayton      | Jamaika            | 53,00    | Q         |
| 2    | Jasmine Jones        | Vereinigte Staaten | 53,83    | Q         |
| 3    | Zenéy Geldenhuys     | Südafrika          | 53,90    | PB        |
| 4    | Shana Grebo          | Frankreich         | 54,84    |           |
| 5    | Amalie Iuel          | Norwegen           | 54,88    |           |
| 6    | Naomi Van Den Broeck | Belgien            | 54,94    |           |
| 7    | Cathelijn Peeters    | Niederlande        | 55,20    |           |
| 8    | Lina Nielsen         | Großbritannien     | 91,22    |           |

### Lauf 2
| Rang | Athletin                  | Nation             | Zeit (s) | Anmerkung |
| ---- | ------------------------- | ------------------ | -------- | --------- |
| 1    | Sydney McLaughlin-Levrone | Vereinigte Staaten | 52,13    | Q         |
| 2    | Louise Maraval            | Frankreich         | 53,83    | Q         |
| 3    | Rogail Joseph             | Südafrika          | 54,12    | PB        |
| 4    | Janieve Russell           | Jamaika            | 54,65    |           |
| 5    | Ayomide Folorunso         | Italien            | 54,92    |           |
| 6    | Fatoumata Binta Diallo    | Portugal           | 54,93    |           |
| 7    | Anna Ryschykowa           | Ukraine            | 55,65    |           |
| 8    | Hanne Claes               | Belgien            | 55,96    |           |

### Lauf 3
| Rang | Athletin            | Nation             | Zeit (s) | Anmerkung |
| ---- | ------------------- | ------------------ | -------- | --------- |
| 1    | Femke Bol           | Niederlande        | 52,57    | Q         |
| 2    | Anna Cockrell       | Vereinigte Staaten | 52,90    | Q         |
| 3    | Shiann Salmon       | Jamaika            | 53,13    | q, PB     |
| 4    | Savannah Sutherland | Kanada             | 53,80    | q         |
| 5    | Paulien Couckuyt    | Belgien            | 54,64    | SB        |
| 6    | Jessie Knight       | Großbritannien     | 54,90    |           |
| 7    | Alanah Yukich       | Australien         | 55,49    |           |
| 8    | Noura Ennadi        | Marokko            | 55,50    |           |
| 9    | Mo Jiadie           | China              | 55,63    |           |

## Finale
8. August 2024, 21:25 Uhr
| Rang | Athletin                  | Nation             | Zeit (s) | Anmerkung |
| ---- | ------------------------- | ------------------ | -------- | --------- |
| 1    | Sydney McLaughlin-Levrone | Vereinigte Staaten | 50,37    | WR        |
| 2    | Anna Cockrell             | Vereinigte Staaten | 51,87    | PB        |
| 3    | Femke Bol                 | Niederlande        | 52,15    |           |
| 4    | Jasmine Jones             | Vereinigte Staaten | 52,29    | PB        |
| 5    | Rushell Clayton           | Jamaika            | 52,68    |           |
| 6    | Shiann Salmon             | Jamaika            | 53,29    |           |
| 7    | Savannah Sutherland       | Kanada             | 53,88    |           |
| 8    | Louise Maraval            | Frankreich         | 54,53    |           |